# Frederick Stibbert
Frederick Stibbert (Firenze, 9 novembre 1838 – Firenze, 10 aprile 1906) è stato un collezionista d'arte e imprenditore inglese, benché nato in Italia.
La sua figura è legata principalmente all'opera alla quale ha dedicato la sua intera vita, il Museo Stibbert, ovvero una raccolta dei più disparati generi d'arte e arti applicate, con particolare riguardo alla collezione di armi e armature antiche, tra le più cospicue e importanti al mondo nel suo genere.
In Italia è conosciuto anche con il nome di Federigo o Federico Stibbert.

## Biografia

### Infanzia e giovinezza
Stibbert nacque a Firenze, ma fu cittadino britannico. Figlio di Thomas Stibbert (1771–1847), un militare inglese colonnello delle Coldstream Guards, e di Maria Rachele Candida Aurora Cafaggi soprannominata Giulia (1805–1883), una giovane toscana originaria di Stia in Casentino. Quella degli Stibbert era una famiglia molto facoltosa, originaria del Norfolk: il nonno Giles Stibbert (1734–1809) era generale comandante nella Compagnia delle Indie e governatore del Bengala. 

Stibbert ricevette una solida educazione tradizionale nel college di Harrow a Cambridge.
Nel 1849, dopo la morte del padre, si trasferì con la madre e con le sue due sorelle, Sophronia ed Erminia, nella villa di Montughi (l'attuale Museo Stibbert). In quanto ultimo maschio della famiglia ereditò tutto il patrimonio sia del padre sia degli zii.

Il 5 dicembre 1861 fu iniziato in Massoneria nella Loggia fiorentina  "Concordia", di cui fu membro effettivo fino al 1891, anno in cui divenne onorario, pur continuando regolarmente a pagare i propri contributi alla Loggia fino alla sua morte. Intorno al 1866 fu volontario nell'esercito garibaldino.

### Il Museo
La vita di Stibbert si divise sempre tra Firenze, dove nacque, città a cui fu legato per via degli affetti e delle passioni, e l'Inghilterra, dove studiò, Paese a cui fu legato per via del proprio lavoro. Stibbert investì una parte significativa del proprio tempo e del proprio denaro nel collezionismo e nel progetto di quello che ancora oggi è il Museo Stibbert. In quest'opera di costante raccolta egli all'inizio agì in maniera abbastanza casuale e dominata dal gusto (periodo 1860-1880), ma via via che il progetto del museo prendeva forma iniziò a fare acquisti sempre più oculati e a riorganizzare il materiale già in suo possesso (periodo 1880-1906). Il principio di fondo che arrivò progressivamente a maturare fu quello di creare un qualcosa di educativo, soprattutto per i giovani, volto a stimolare un interesse per la storia del costume.

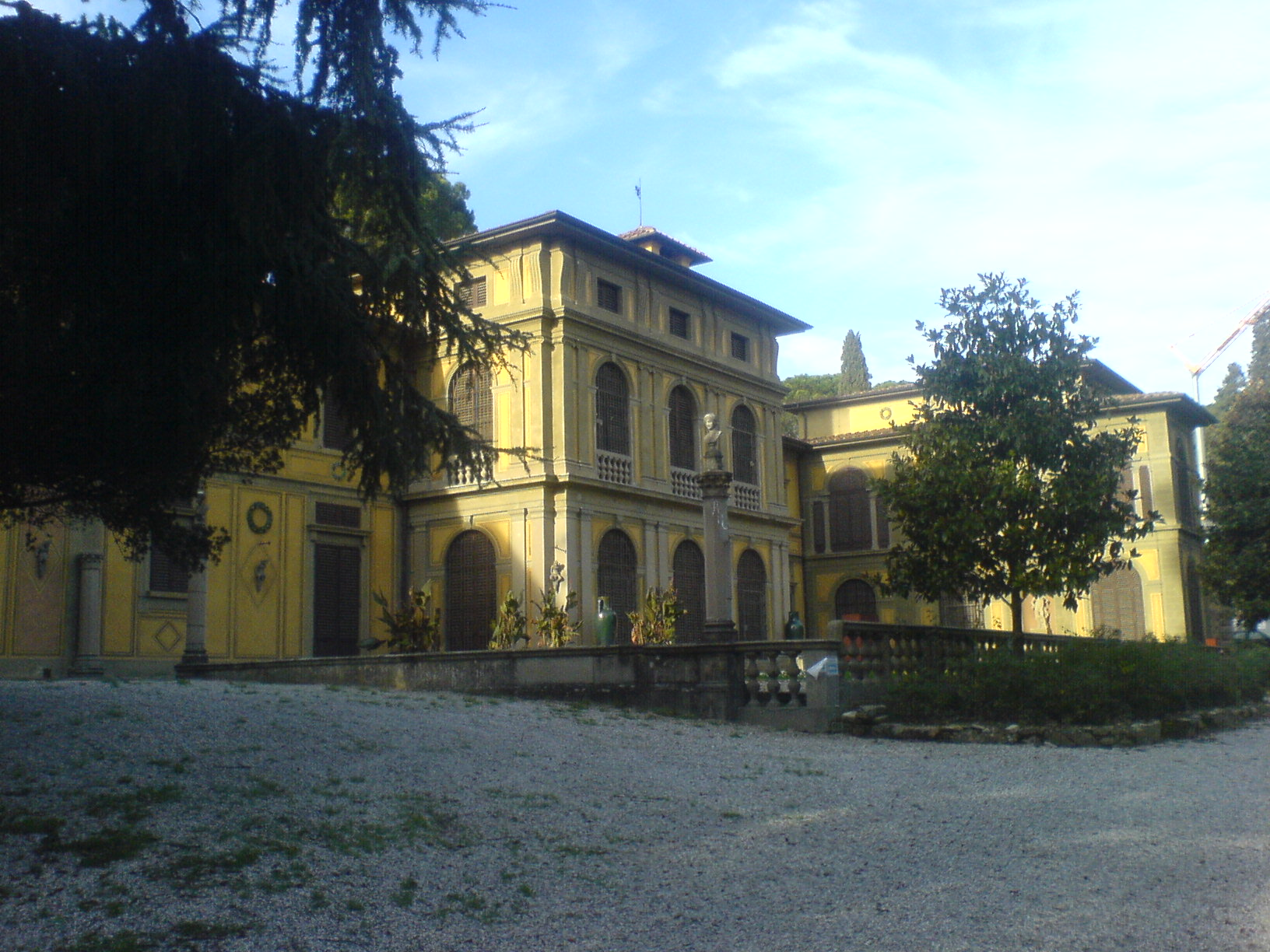
Il museo Stibbert

Stemma di Frederick Stibbert

L'armeria rappresentò inizialmente il settore dominante dei propri interessi, con una predilezione per le armi giapponesi nel corso dell'ultima parte della sua vita.
In particolare per ciascuna tipologia di arma Stibbert pensò a veri e propri contesti scenografici: studiò manichini appropriati sui quali montare armi e armature e allestì e decorò le sale in modo da renderle consone a quanto contenuto. Più in generale ristrutturò la propria residenza e la riorganizzò nell'ottica del museo (oggi 64 sale, disposte su due piani, per un totale 5.000 m2). Il risultato fu un ibrido in cui le stanze della vita quotidiana si fondevano con quelle delle collezioni, ciò significa che non vi era una parte della villa adibita ad abitazione ed un'altra adibita a luogo espositivo, ma che la casa era il museo e il museo era la casa.
Con il tempo estese la sua passione per il collezionismo a dipinti, lavori di oreficeria, porcellane, costumi, tessuti, oggetti d'arredo e libri.
Stibbert acquistò tutte quante queste cose durante i propri viaggi, ma si servì comunque di una fitta rete di collegamenti e informatori che lo tenevano costantemente aggiornato sul mercato antiquario mondiale. Da questo punto di vista egli si accinse alle ricerche con una visione internazionale rara per quell'epoca.
Talvolta Stibbert è stato accusato di essere un "falsario" perché il suo gruppo di artigiani (un capo armaiolo e cinque operai) completava armature e operava restauri in maniera ritenuta arbitraria. Da quest'altro punto di vista, invece, egli fu perfettamente in linea col pensiero del suo tempo.

Spese per la sua collezione, e quindi per il suo museo, cifre ingenti, ma in modo sempre oculato e non trascurando i propri affari, tanto che fu in grado di conservare il proprio patrimonio pressoché intatto.
Non si sposò e non ebbe eredi diretti. Dedicò tutta quanta la sua vita a quello che nel proprio testamento definì "il mio Museo". In tale testamento (28 maggio 1905) espresse la volontà che le proprie collezioni (oltre 50.000 pezzi) e la propria villa di Montughi venissero istituite in un museo aperto al pubblico, ma con la clausola che venisse rispettata l'organizzazione originale, così come da lui stesso pensata.
Come primo legatario fu nominato il governo britannico, con la possibilità però di recedere a vantaggio del secondo, ovvero la città di Firenze, che di fatto ne entrò in possesso nel 1908, istituendo la Fondazione Opera Museo Stibbert.
Frederick Stibbert è sepolto al Cimitero Evangelico agli Allori.

## Opere
- Federigo Stibbert, Abiti e fogge civili e militari dal I al XVIII secolo. Bergamo, Istituto Italiano di Arti Grafiche (scritto postumo, 1914)